# Synedoida nubicola
Synedoida nubicola är en fjärilsart som beskrevs av Hans Hermann Behr 1870. Synedoida nubicola ingår i släktet Synedoida och familjen nattflyn. Inga underarter finns listade i Catalogue of Life.